# Deptropine
Deptropine (Brontina) còn được gọi là dibenzheptropine, là một thuốc kháng histamine có đặc tính kháng cholinergic. Nó thường được bán trên thị trường như muối citrate.